# Протести фермерів в Індії 2020–2021
Протести фермерів в Індії 2020—2021 відбувалися через три закони щодо сільського господарства, прийняті парламентом Індії у вересні 2020 року.
Фермерські спілки та їхні представники вимагають, щоб закони були скасовані і не приймають інакших пропозицій. Лідери фермерів відкидають рішення Верховного суду Індії відкласти впровадження цих законів, як і дії призначеного Верховним судом комітету. Вони також не погодилися з пропозицією уряду від 21 січня 2021 про відкладення цих законів на 18 місяців. За період з 14 жовтня 2020 та 22 січня 2021 відбулося 11 зустрічей центрального уряду та представників фермерських спілок; жодна не мала успіху. 3 лютого лідери фермерів попередили про ескалацію протестів аж до скидання уряду, якщо ці закони не буде скасовано. Станом на 29 січня впровадження законів залишається замороженим, а призначений Верховним судом комітет продовжує працювати, і до 20 лютого 2021 збирає пропозиції щодо законів від громадськості.
Закони, про які йде мова, так звані Farm Bills, багато фермерських спілок називають «антифермерськими законами», а політики-опозиціонери стверджують, що фермери «полишені на милість корпорацій». Фермери також вимагають прийняття закону про «мінімальну підтримуючу ціну», щоб убезпечитися від контролю цін корпораціями. Однак уряд продовжує стверджувати, що закони полегшать фермерам продаж продукції напряму великим покупцями, а протести базуються на хибній інформації.
Спілки почали проводити локальні протести невдовзі після прийняття законів, здебільшого у Пенджабі. За два місяці протестів, фермерські спілки — переважно з Пенджабу та Хар'яни — почали рух під назвою Dilhi Chalo, «Ходімо в Делі», і десятки тисяч членів фермерських спілок рушили маршем у столицю. Уряд Індії віддав розпорядження поліції та органам правопорядку різних штатів атакувати протестувальників водяними гарматами, кийками та сльозогінним газом, щоб ті не увійшли спочатку в Хар'яну, а тоді в Делі. 26 листопада 2020 відбувся загальнонаціональний страйк, в якому, за словами профспілок, взяли участь 250 млн прихильників. 30 листопада на підходах до Делі зібралося, за оцінками, близько 200—300 тисяч фермерів.
Хоча частка фермерських спілок протестує, уряд Індії заявляє, що деякі спілки висловили підтримку фермерським законам. На підтримку фермерських спілок висловилися транспортні спілки, що представляють понад 14 мільйонів водіїв вантажівок, і висунули погрозу припинити постачання у деяких штатах. Коли на обговореннях 4 грудня уряд відхилив вимоги фермерських спілок, останні планували провести ще один всеіндійський страйк 8 грудня. Уряд запропонував деякі зміни до законів, але спілки вимагають повного їх скасування. 12 грудня фермерські спілки захопили ділянки платних доріг у Хар'яні і дозволили вільний рух автомобілів.
Станом на середину грудня Верховний суд Індії отримав численні петиції з проханням усунути блокади, утворені протестувальниками в Делі. Суд просив уряд призупинити дію законів, однак уряд відмовився. 4 січня 2021 року суд розпочав перший судовий процес на захист фермерів-протестувальників. Фермери говорять, що не слідуватимуть рішенням судів, якщо їм скажуть відступити. Їхні лідери також стверджують, що не дозволять залишити закони в дії.
30 грудня уряд Індії погодився на дві вимоги фермерів: виключення фермерів із законів, що обмежують , і відкидання поправок до нової Постанови про електроенергію.
26 січня десятки тисяч фермерів, що протестують про аграрної реформи, провели фермерський парад з великою колоною тракторів, що заїхала в Делі. Протестувальники відійшли від попередньо погоджених маршрутів, дозволених поліцією Делі. Тракторне раллі перетворилося на жорстокі протести; у деяких випадках фермери проїжджали через барикади і вели сутички з поліцією. Пізніше протестувальники дійшли до Червоного форту і встановили на щоглі фортечного валу прапори фермерських профспілок і прапор сикхів.

## Галерея

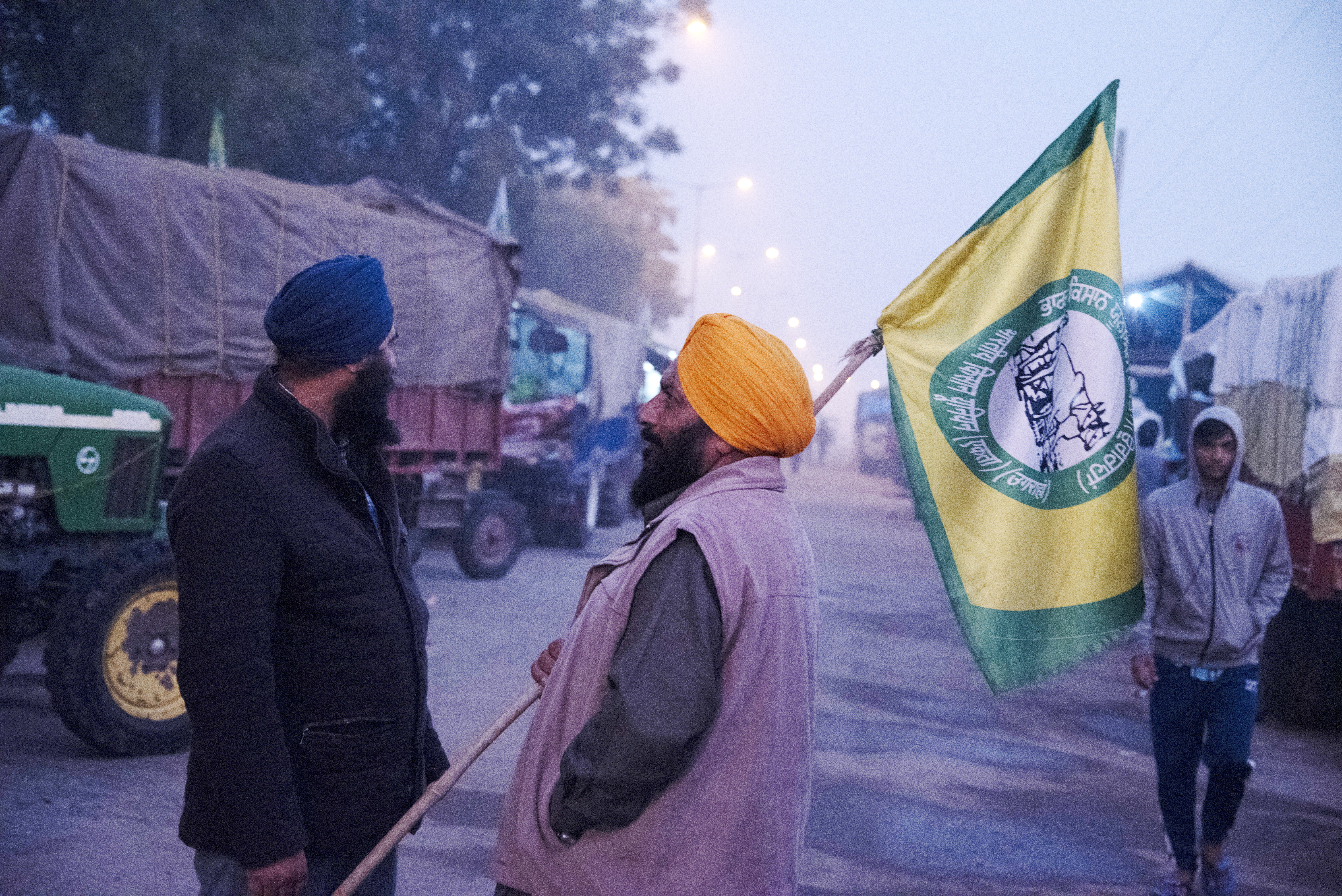
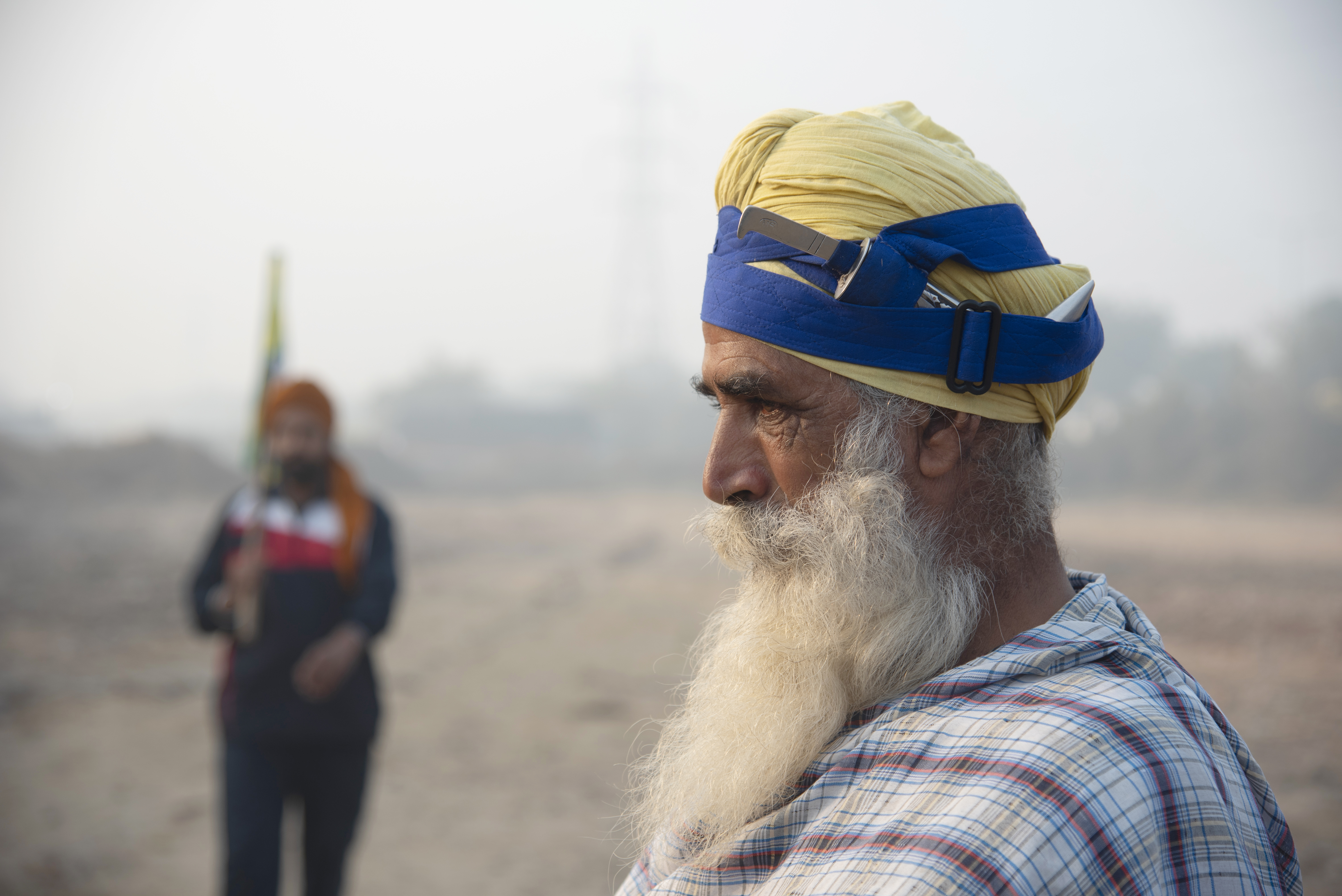
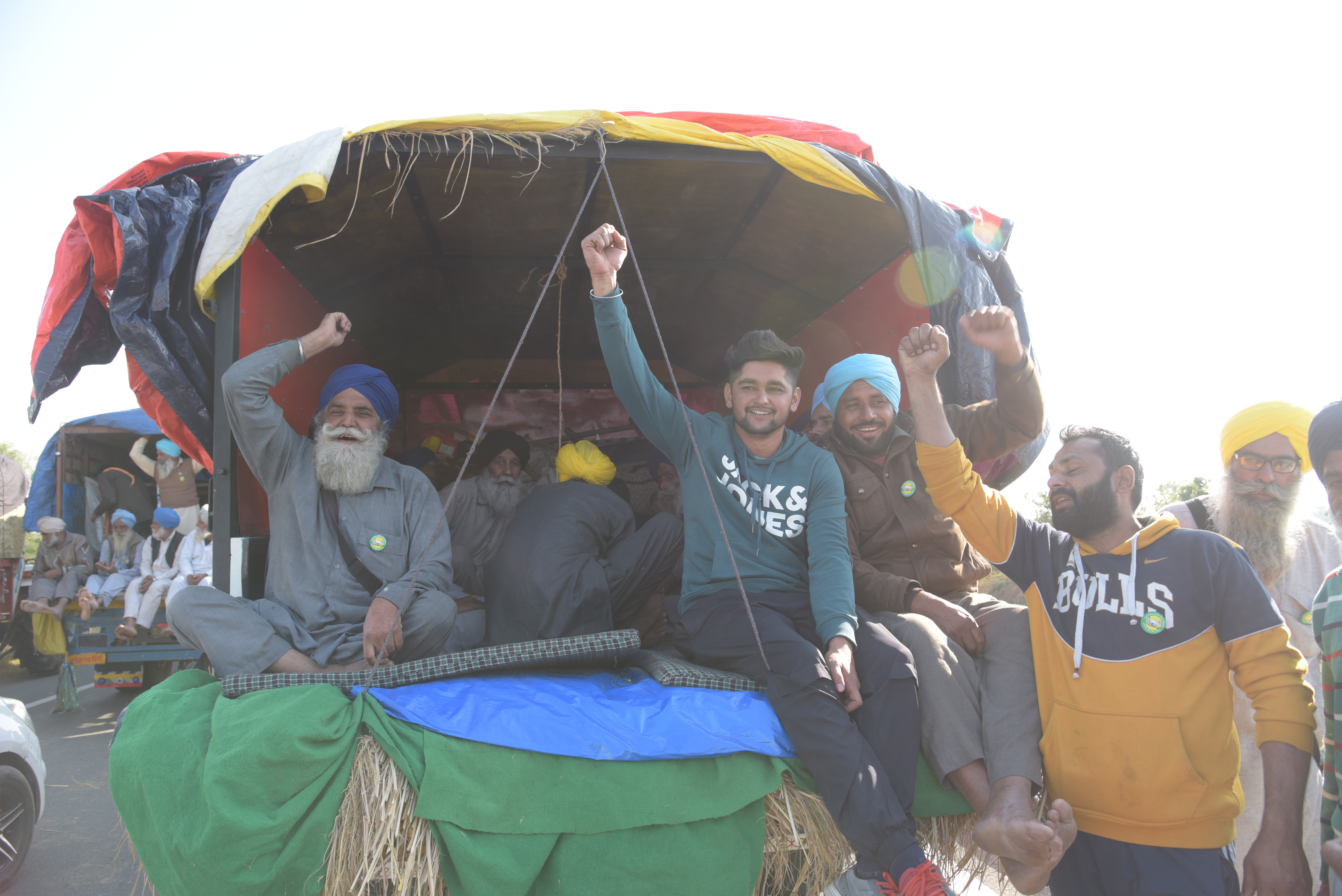
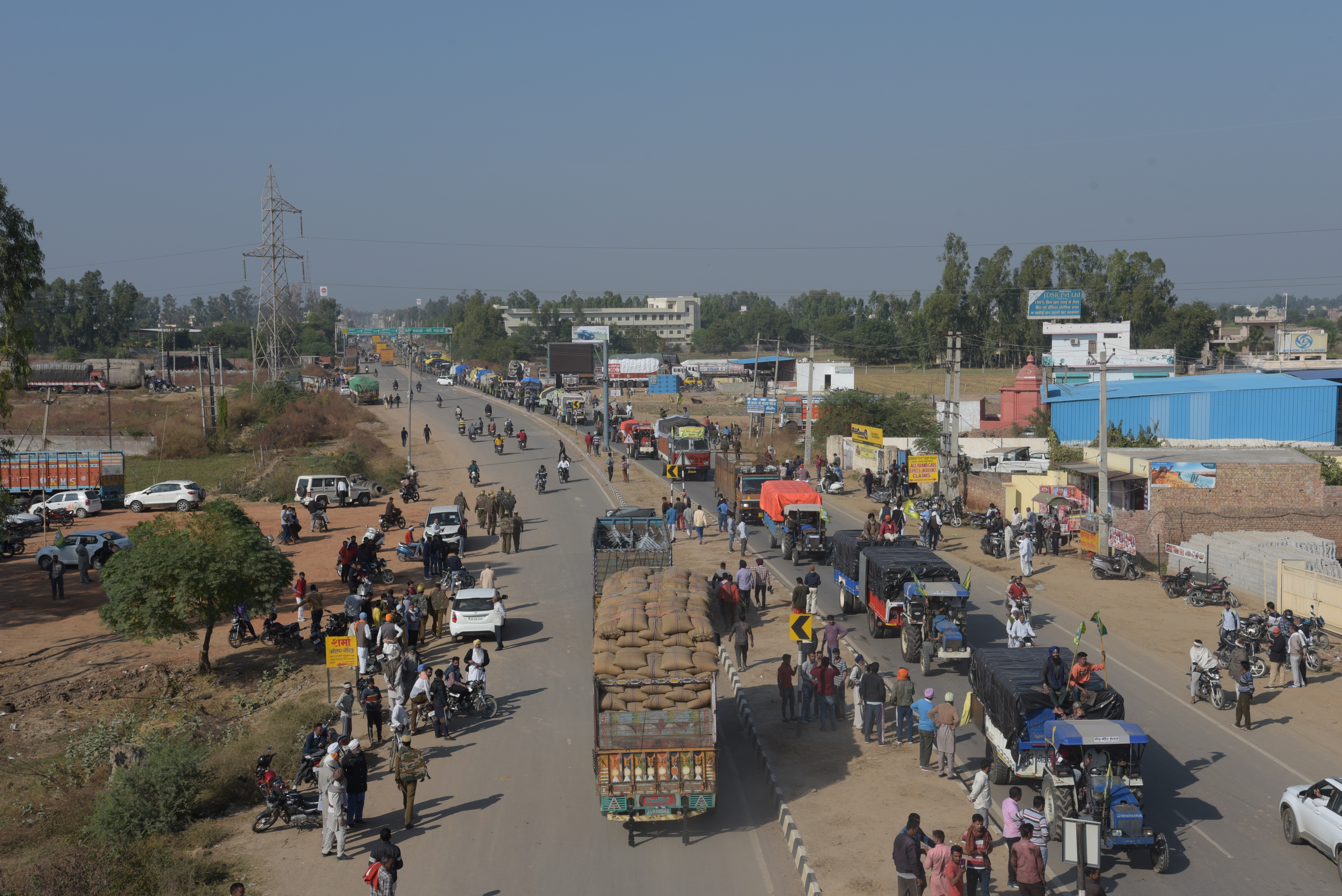
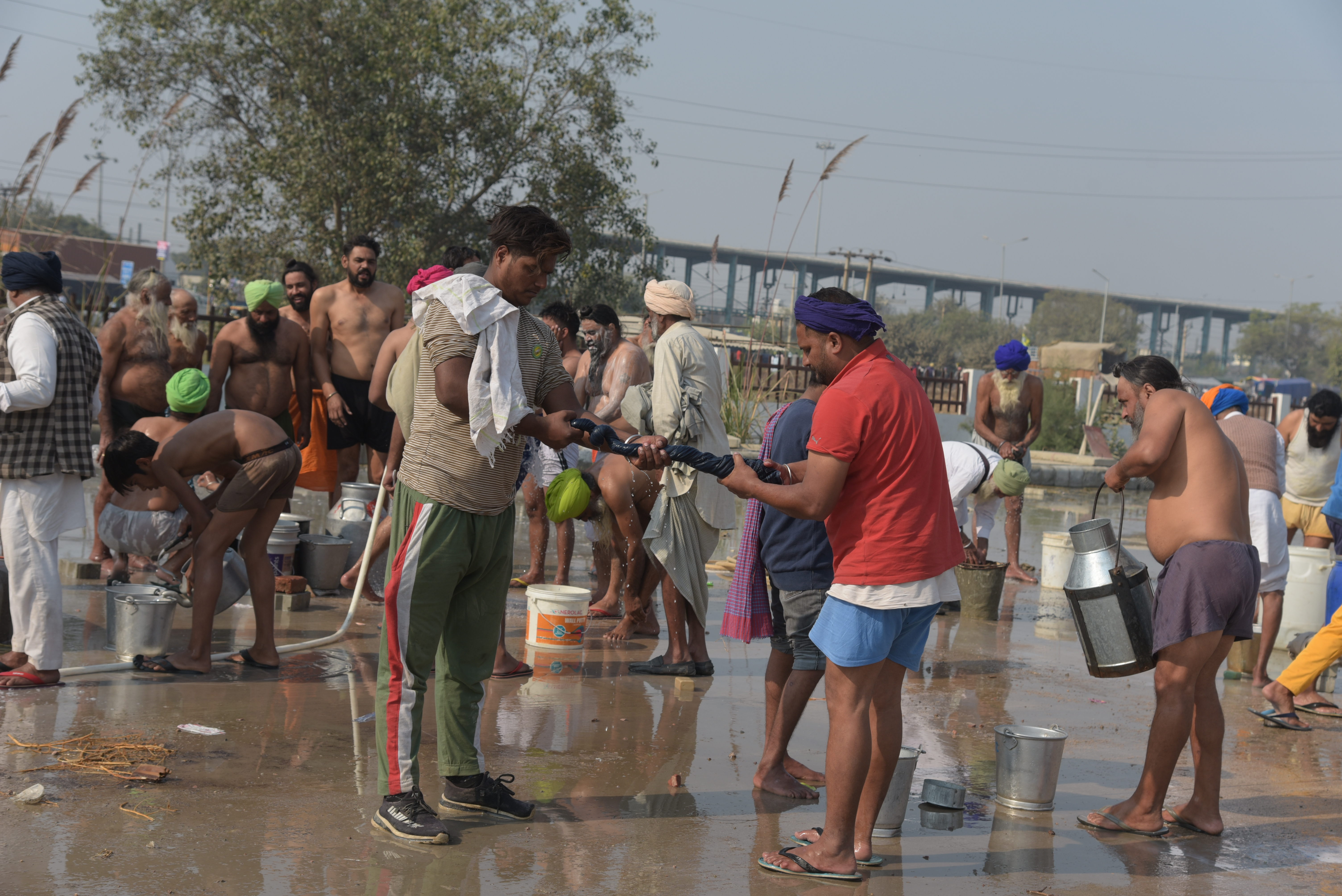
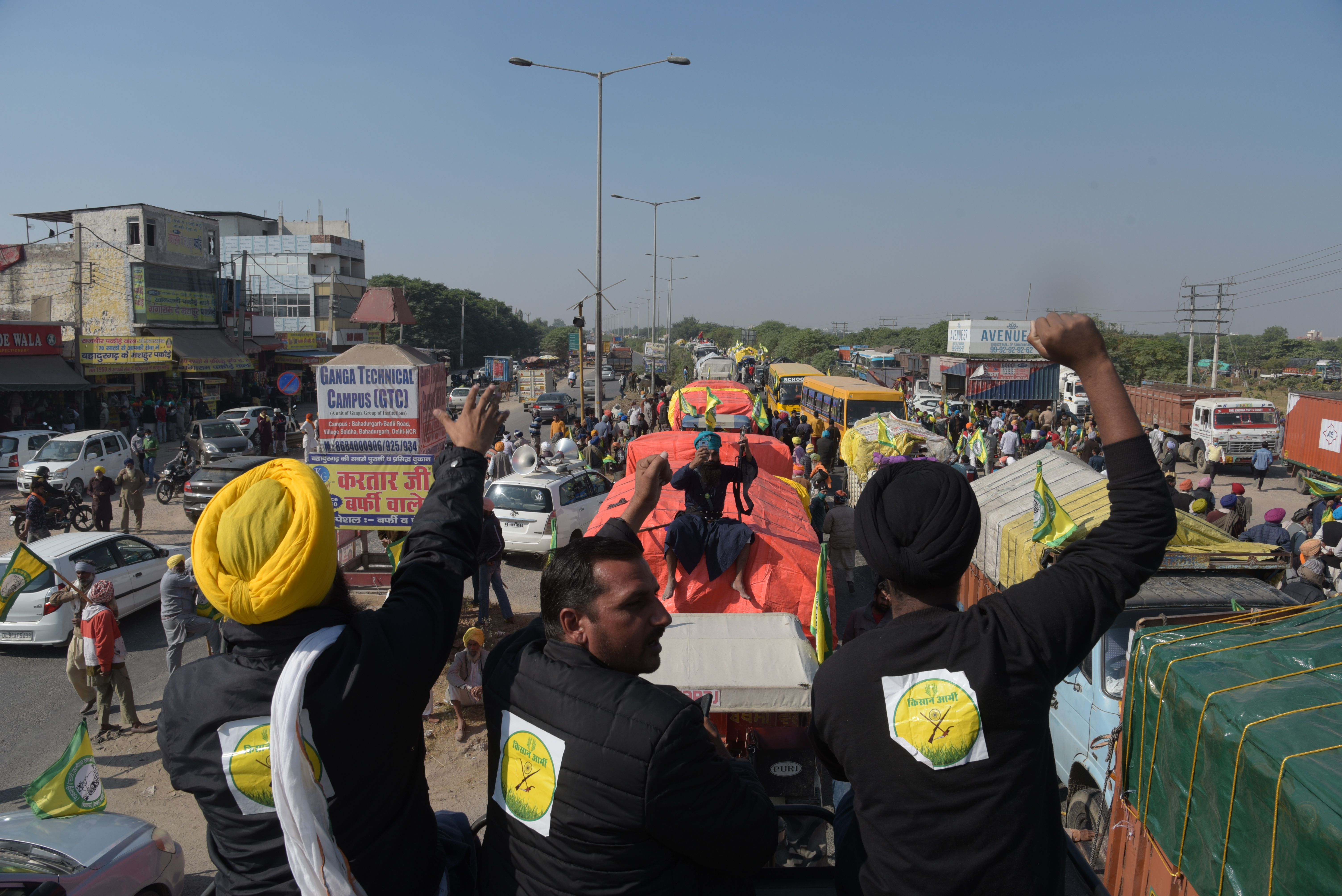
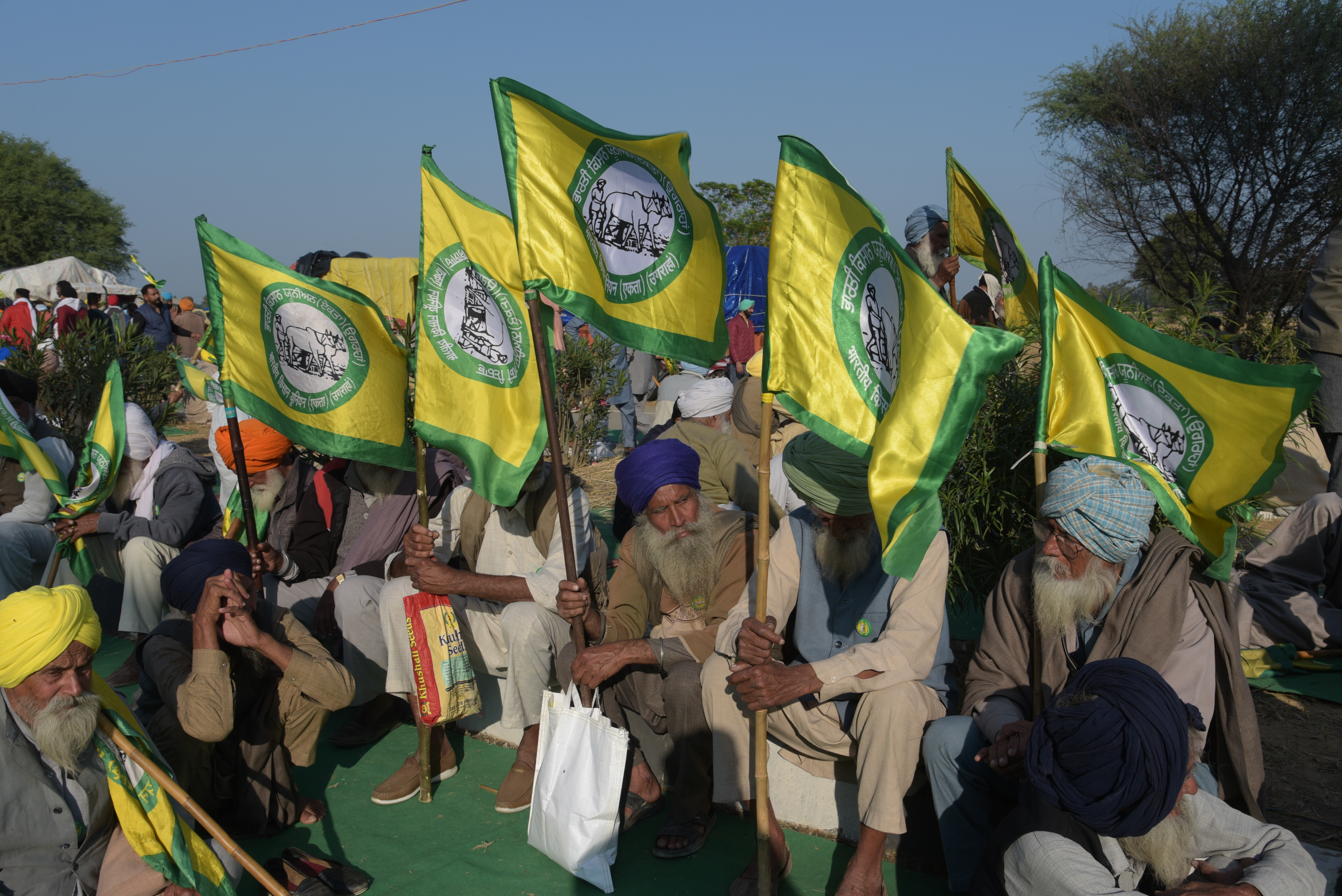
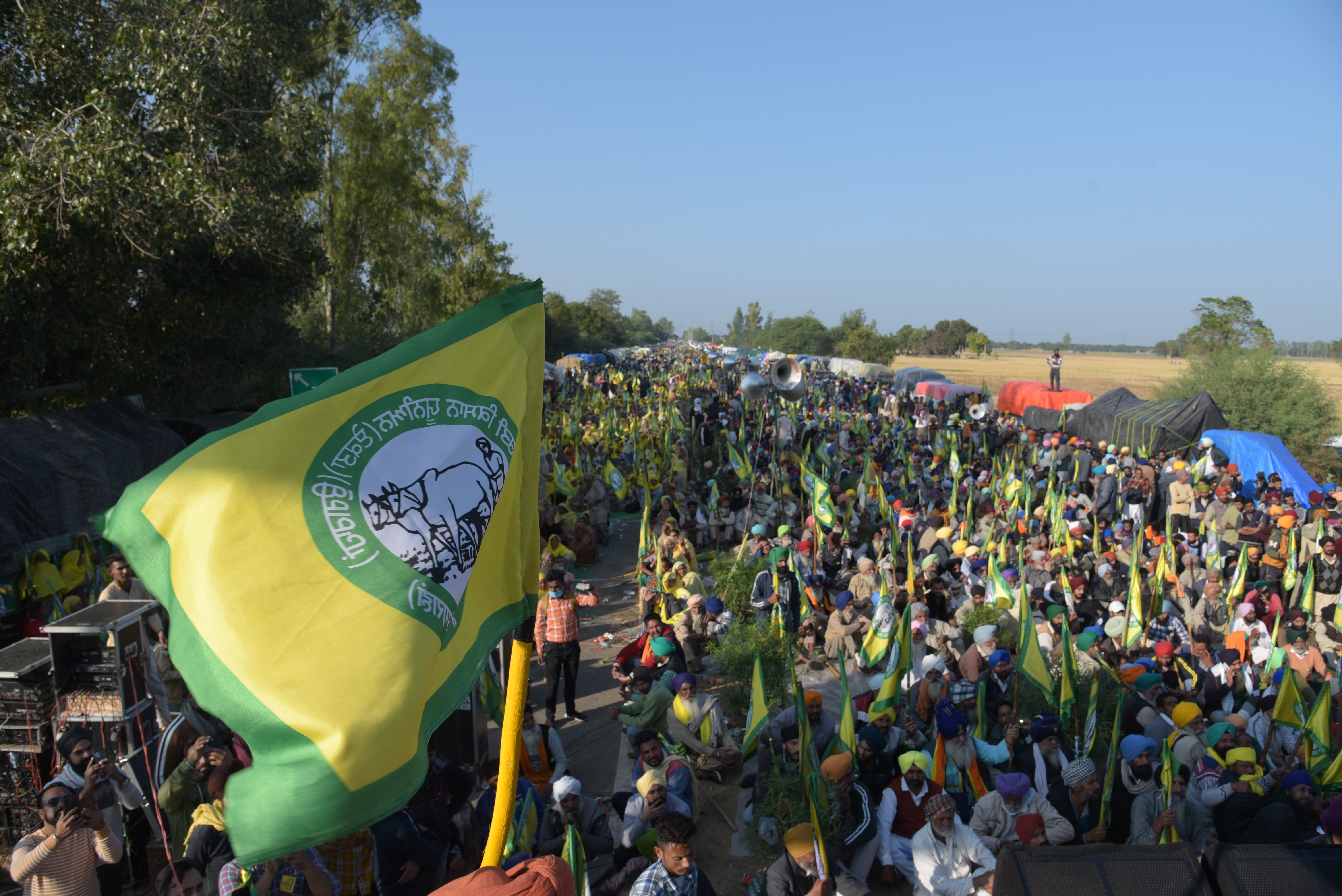
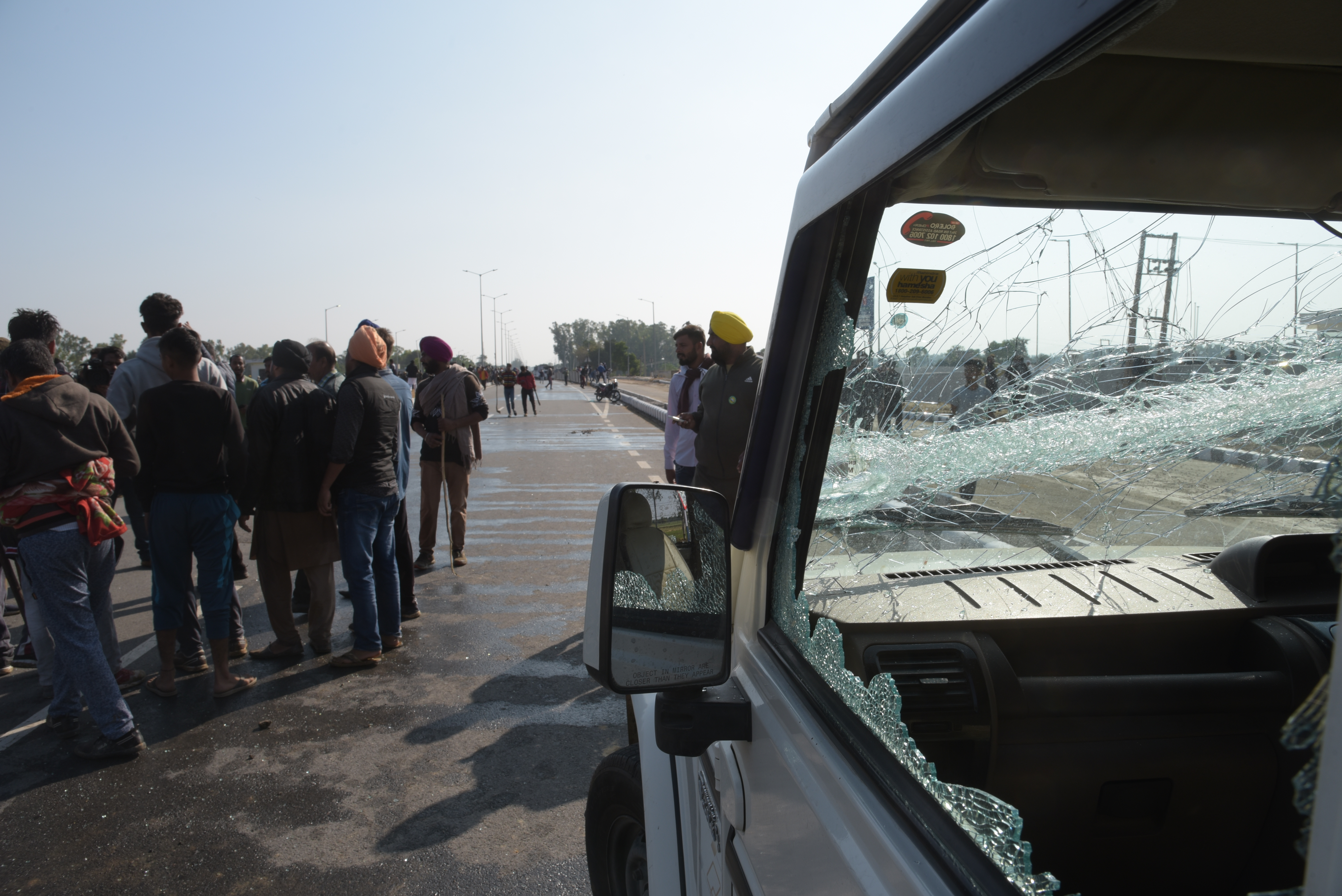
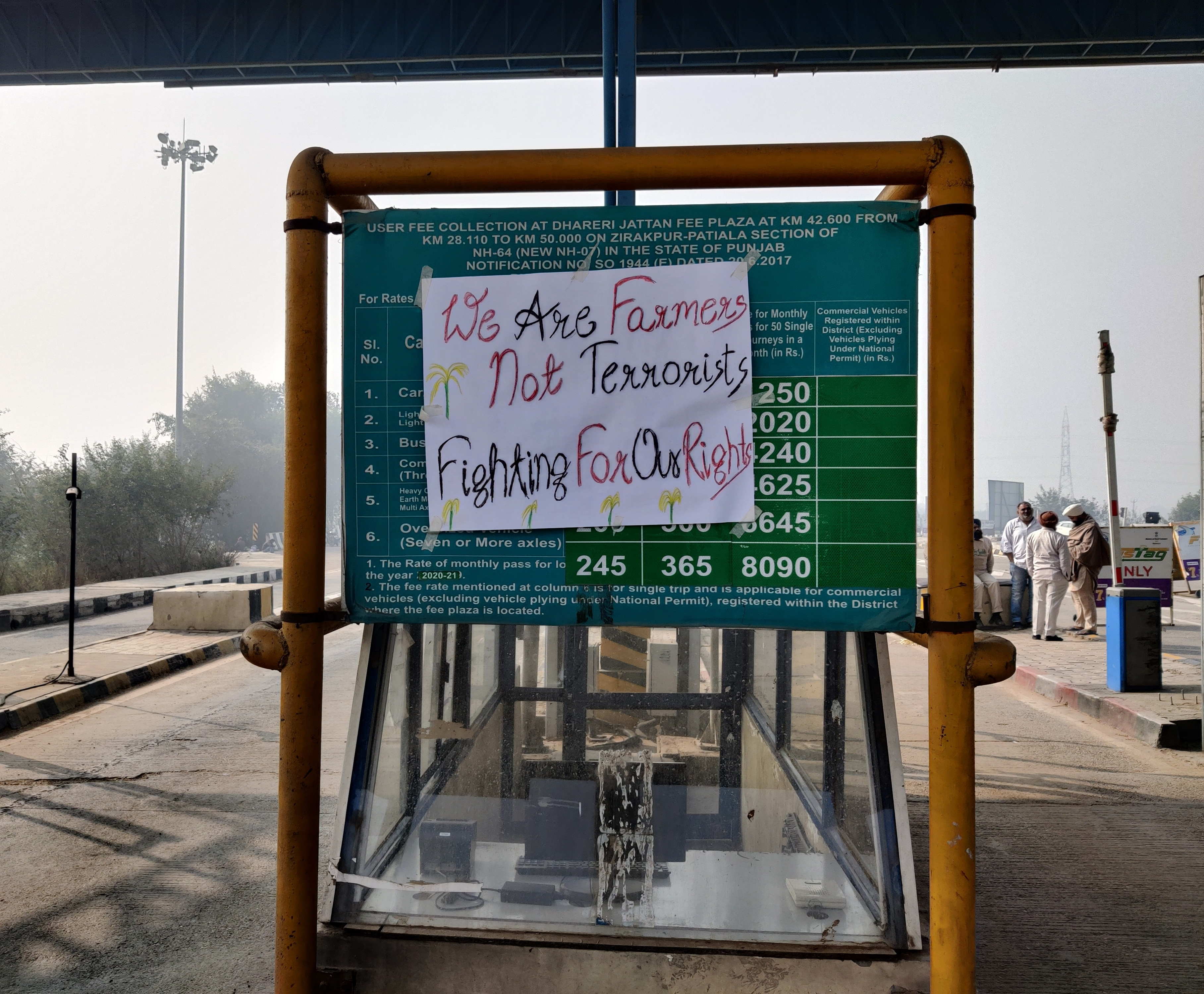
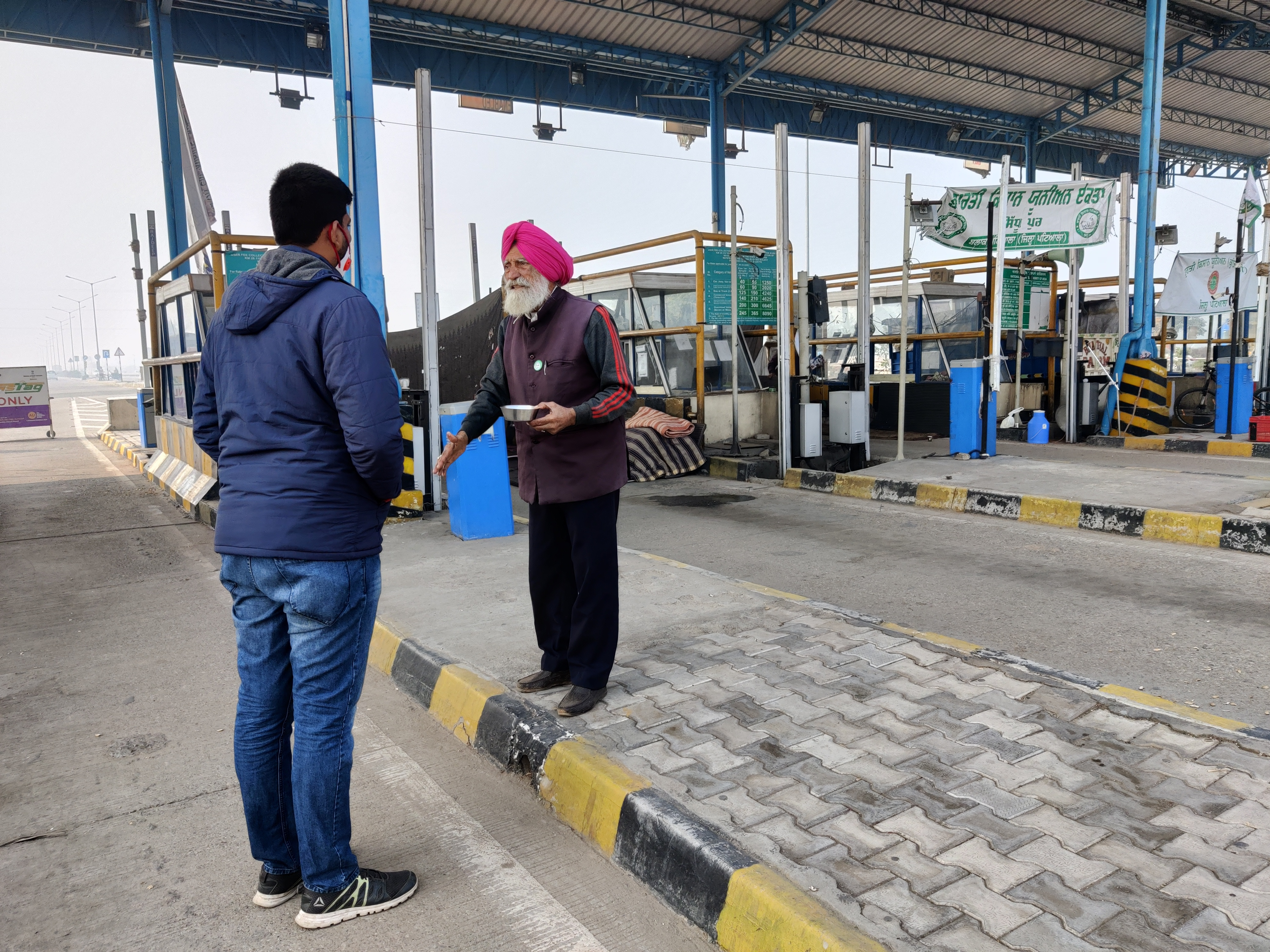
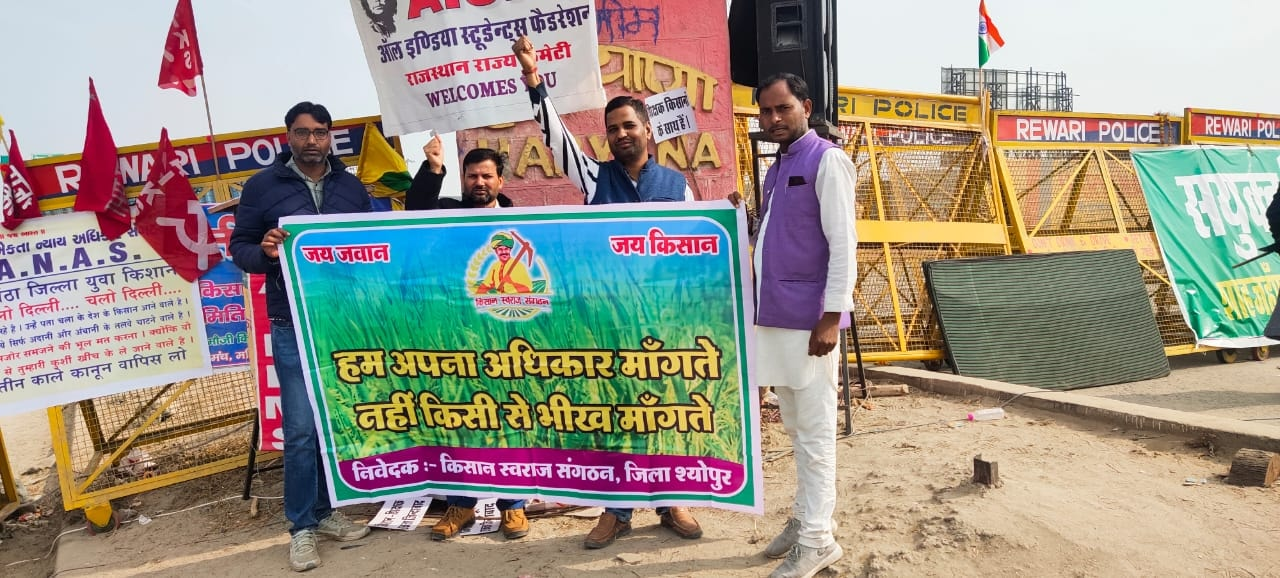
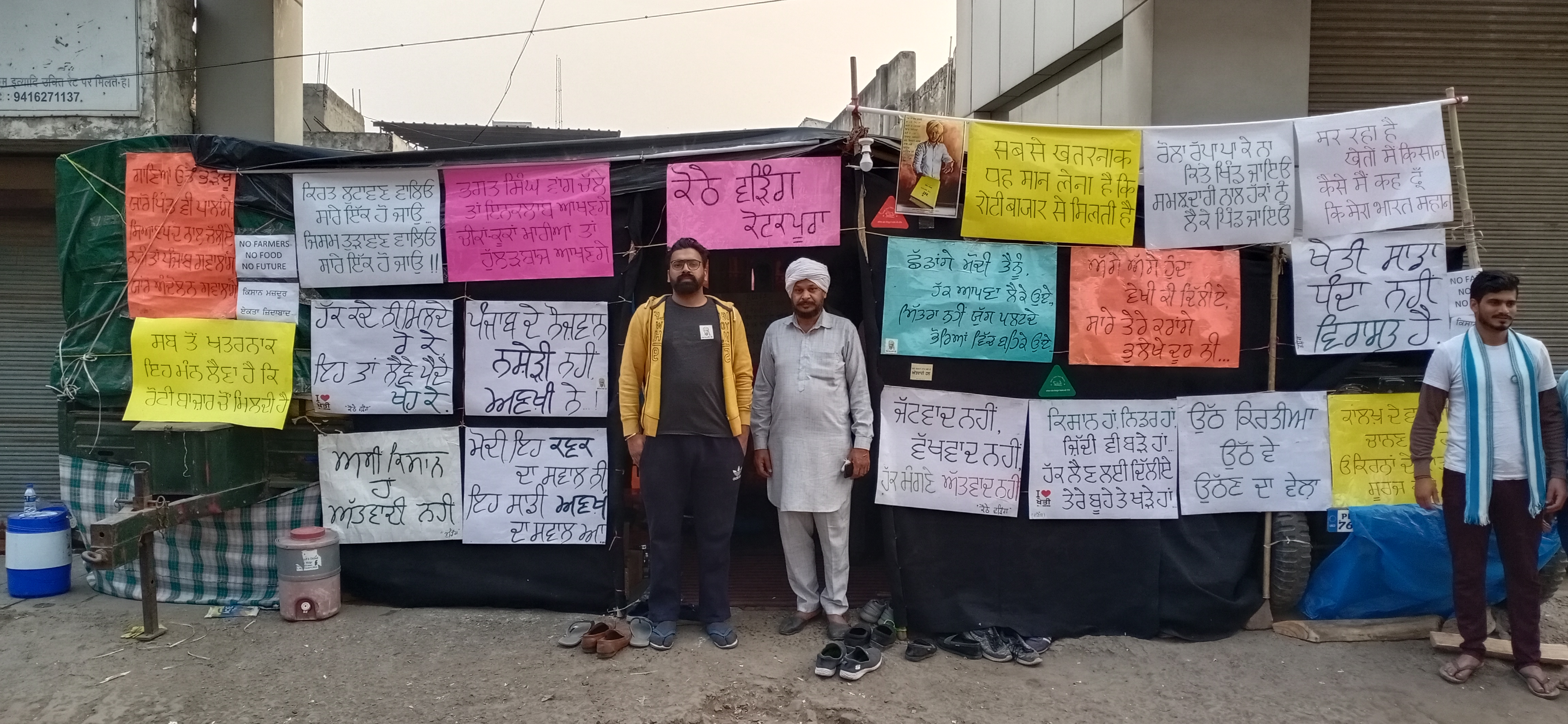

## Подальше читання
- Shekhar Gupta (28 November 2020). Shambles over farmers' protest shows Modi-Shah BJP needs a Punjab tutorial [Архівовано 17 лютого 2021 у Wayback Machine.]. The Print
- Captain Amarinder Singh (23 September 2020). Farm bills, silent on MSP, will throw small farmers to big sharks [Архівовано 21 листопада 2020 у Wayback Machine.]. The Indian Express
- Gurcharan Das (2 December 2020). Don't kill 2nd green revolution: Rolling back farm reforms would privilege a small but vociferous group over the silent majority [Архівовано 19 січня 2021 у Wayback Machine.]. Times of India Opinion
- A Day at the Farmers' Protest ft. Samdish [Архівовано 10 лютого 2021 у Wayback Machine.]. 4 December 2020. ScoopWhoop Unscripted
- The Real reason behind the Farmer issue no one is telling | AKTK 7 December 2020.
- Protests against farm laws: full coverage [Архівовано 11 лютого 2021 у Wayback Machine.] People's Archive of Rural India